# Алда (Кремона)
Алда (итал. Alda) је насеље у Италији у округу Кремона, региону Ломбардија.
Према процени из 2011. у насељу је живело 27 становника. Насеље се налази на надморској висини од 62 м.